# Setophaga vitellina
Setophaga vitellina е вид птица от семейство Parulidae. Видът е почти застрашен от изчезване.

## Разпространение
Видът е разпространен в Кайманови острови и Хондурас.